# Union de la sommellerie française
L'Union De la Sommellerie Française ou UDSF est une union d'associations à but non lucratif créée le 3 juin 1969 (déposée le 1er avril 1970) succédant à L'Union des Sommeliers créée à Paris (France) en 1907 pour promouvoir le métier de sommelier. Elle est actuellement présidée par Fabrice Sommier,.

## Historique
L'UDSF est membre fondateur de l'Association de la Sommellerie Internationale (ASI) et participe aux concours du :
- « Meilleur Sommelier de France » ;
- « Master of Port » ;
- « Trophée Duval-Leroy du Meilleur Jeune Sommelier de France » (moins de 25 ans) ;
- « Concours du Meilleur Sommelier d'Europe » ;
- « Concours du Meilleur Sommelier du Monde » ;
- « Un des Meilleurs Ouvriers de France-Sommellerie ».

L'Union de la Sommellerie Française regroupe 23 associations régionales et comprend environ 1 300 membres (en 2023).